# 杰尔姆·卡尔
傑爾姆·卡爾（英語：Jerome Karle，1918年6月18日—2013年6月6日）是一名猶太裔美國化學家。1985年，他與赫伯特·豪普特曼因利用X光散射技术直接分析晶體結構而共同獲得諾貝爾化學獎。

## 早年生活和教育
卡爾於1918年6月18日出生於紐約市，母親是Sadie Helen (Kun)，父親是Louis Karfunkle。他出生於一個對藝術有濃厚興趣的猶太人家庭。 他年輕時曾彈過鋼琴，參加過許多比賽，但他對科學更有興趣。他就讀於布魯克林的亞伯拉罕·林肯高中，後來與阿瑟·科恩伯格（1959年獲得諾貝爾醫學獎）和保羅·伯格（1980年獲得諾貝爾化學獎）一起，成為該校的諾貝爾獎畢業生。卡爾年輕時喜歡手球、滑冰、觸身式橄欖球和在附近的大西洋游泳。
他15歲開始上大學和在1937年於紐約市立學院取得學士學位，1938年於哈佛大學獲碩士學位。
為了累積足夠的資金來支付進一步的研究生學習費用，卡爾在紐約州奧爾巴尼的紐約州衛生部找到了一份職位，在那裡他開發了一種測量溶解氟化物水平的方法，該技術將成為水氟化的標準。
1940年，他进入密歇根大学学习，在第一门物理化学课程中，他遇到了坐在邻桌的未来妻子伊莎贝拉·卢戈斯基（Isabella Lugoski）。两人于1942年结婚。他们都在物理化学家劳伦斯·布罗克韦（Lawrence Brockway）的指导下攻读博士学位。虽然卡尔是在1943年完成学业的，但他在第二年就获得了博士学位。
杰尔姆·卡尔曾任美國晶體學會（ACA）（1972年）主席和國際晶體學會聯合會（IUCr）（1981-1984年）主席，並因其在直接方法方面的工作而於1985年共同獲得諾貝爾化學獎。他也因其工作獲得了許多其他榮譽，其中包括1976年當選為美國國家科學院院士，1986年榮獲美國成就學院金盤獎，以及1990年榮獲美國哲學學會會士。

## 研究與諾貝爾獎

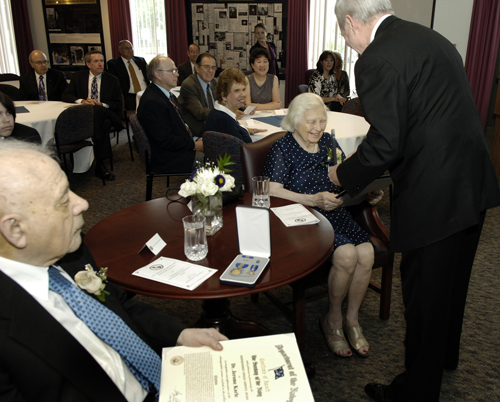
杰尔姆（左前）和伊莎贝拉·卡乐（坐在中間）在2009年的退休儀式上

1943年，卡爾完成研究生學業後，便與妻子伊莎贝拉·卡乐博士一起在芝加哥大學參與曼哈頓計畫。伊莎貝拉博士是該計畫中最年輕的科學家之一，也是少數參與該計畫的女性科學家之一。 1944年，他們回到密西根大學，卡爾在那裡參與了美國海軍研究實驗室的一個計畫。 1946年，他們搬到華盛頓特區，為美國海軍研究實驗室工作。
卡爾和赫伯特·豪普特曼（Herbert A. Hauptman）於1985年獲頒諾貝爾化學獎，以表彰他們利用X射線衍射技術來確定晶體結構的工作，這項技術可用於研究生物、化學、冶金和物理特性。他們能夠在中心對稱結構中運用 Sayre 方程，發展所謂的直接方法。透過隔離原子在晶體中的位置，可以確定被研究材料的分子結構，進而設計製程複製被研究的分子。這項技術在新藥品和其他合成材料的開發上扮演了重要的角色。
卡爾和他的妻子於2009年7月31日從美國海軍研究實驗室退休，在此之前，卡爾和他的妻子共為美國政府服務了127年。在離開政府部門時，卡爾擔任物質結構實驗室的首席科學家。美國海軍部長雷·馬布斯（Ray Mabus）出席了卡爾夫婦的退休儀式，並向他們頒發了海軍傑出平民服務獎，這是海軍對文職人員的最高嘉獎。
2013年6月6日在美国弗吉尼亚州去世。

## 参阅
- 猶太人諾貝爾獎得主列表